# René Raindorf
Aaron Raindorf dit René (22 décembre 1918, Saint-Gilles, Bruxelles - 2 janvier 1998, Forest, Bruxelles), est un résistant belge, militant progressiste, rescapé de la Shoah,,,.

## Biographie
Les parents de René Raindorf, Israël-Zisel Raindorf et Sarah Grabina, sont des juifs polonais, militants du parti social-démocrate juif, le Bund. Ils s'installent à Bruxelles en 1906, pour fuir la Russie tsariste, après la révolution avortée de 1905. Israël-Zisel s'établit comme gantier dans la capitale belge. Ils ont un premier fils en 1909, Maurice Raindorf. René naît quant à lui en 1918.
René Raindorf étudie à l'Athénée Royal de Saint-Gilles, où il montre déjà un engagement politique marqué. Il prend part à des manifestations dès ses onze ans, et il participe à la fondation du groupement des Etudiants socialistes de l'Enseignement moyen. Durant son adolescence, il est par ailleurs membre des Faucons rouges et des Jeunes gardes socialistes. En 1933, il obtient la nationalité belge.
Au sortir de l'Athénée, Raindorf devient rédacteur au ministère de la Santé publique, tout en suivant des cours de science politique à l'université libre de Bruxelles. Au vu du contexte politique d'avant-guerre, il prend part aux actions antifascistes. Raindorf est alors membre Parti Ouvrier Belge et milite aux Jeunes Gardes socialistes unifiés et auprès des Etudiants socialistes unifiés.

### Seconde Guerre mondiale
Dès 1941, les mesures anti-juives décrétées par l'occupant l'écartent de son poste au ministère de la Santé publique. Il devient alors comptable pour un bookmaker, et s'engage dans la Résistance, ce qu'avaient déjà fait son père et son frère, qui s'occupent alors de presse clandestine. René quant à lui devient "recruteur", il recrute des résistants et résistantes auprès de la jeunesse antifasciste. En septembre 1941, son frère Maurice Raindorf est arrêté. Il est décapité à Cologne au mois de mars 1943. Son père est aussi arrêté et meurt à Auschwitz au mois d’août 1943. Sa mère Sarah Grabina se réfugie dans la clandestinité, échappant ainsi à la Gestapo et à la déportation,.
René Raindorf est arrêté le 19 juillet 1943 à cause d'une dénonciation. Il est incarcéré huit mois à Breendonk en tant que résistant. N'ayant rien pu tirer des interrogatoires, la Sicherheitspolizei le "libère", pour l'arrêter aussitôt comme juif. Il est transféré à la caserne Dossin à Malines et déporté à Auschwitz par le XIVe convoi du 4 avril 1944. Sélectionné pour le travail, il est affecté au commando de Laurahütte. En janvier 1945, il fait la marche de la mort qui le conduit à Mauthausen. Le camp est libéré par les Américains le 5 mai 1945. René survit à la déportation, il pèse 39 kilos,.

### Après la Guerre
Après la libération, il réintègre son poste au ministère de la Santé publique et se relance dans le militantisme syndicale et politique. En 1946, il rejoint le Parti communiste belge, dont il restera membre jusqu'à son exclusion en 1963. Il joue parallèlement à cela un rôle important dans les amicales d'anciens prisonniers politiques  comme l'Amicale des ex-prisonniers politiques de Silésie ou le Comité international d'Auschwitz. Il est l'un des membres fondateurs de la Fondation Auschwitz en 1980.
À la fin de sa vie, il se bat pour les droits humains et milite pour de nombreuses causes. À la suite de la montée de l'extrême droite et du négationnisme en Belgique dans les années 70, il entend conscientiser la société aux horreurs des crimes nazis. Avec la Fondation Auschwitz, il fait le tour des écoles de Belgique afin de témoigner de son expérience dans les camps de la mort.

### Mort
Il meurt le 2 janvier 1998 à Forest.